# مرياح

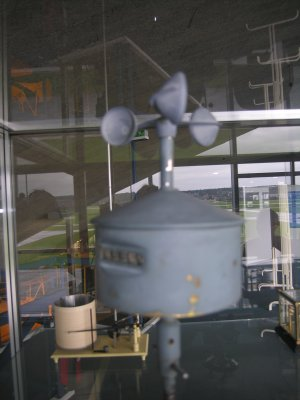
مقياس شدة الرياح

المِرْيَاح أو المَرْيَحَة أو الرَّعْبَال أو مقياس سرعة الرياح (بالإنجليزية: anemometer)‏ هو اسم الأداة التي تقاس بها سرعة الرياح. اخترعه الأيرلندي روبنسون سنة 1846, وهناك أنواع عديدة من هذه الأداة, أكثر أنواعها استخداماً هو الذي يكون له ثلاثة أقداح أو أربعة لها شكل مخروطي أو قمعي مغلق موصول في نهاية قضبان يبلغ طولها من 5 إلى 20سم. وتتوزع الأقداح بشكل محوري على رأس بكرة دائرية.
وتتلخص في آلية عمل هذه الأداة في أن ضغط الرياح على القعر المغلق للقدح يكون أكبر منه على الجانب المفتوح منه, وهذا من شأنه أن يدفع الأقداح إلى الحركة, وكلما كانت الرياح أسرع زادت سرعة دوران الأقداح, وتقاس سرعة الرياح بعد ذلك بحساب عدد مرات دوران الأقداح خلال فترة زمنية معينة, وغالباً ما ترسل النتائج إلى قرص مدرج في المرياح نفسه, ويمكن أيضاً أن ترسل النتائج كهربائياً إلى أجهزة للعرض موجود على مسافة قريبة من المرياح.

## الأنواع
- المرياح ذو أنبوبة الضغط هو جهاز يستخدم لقياس سرعة الرياح, إذ تعين سرعة الرياح في هذا الجهاز من خلال الضغط الذي تحدثه الرياح على أنبوبة الضغط المواجهة باستمرار للرياح, وينقل تأثير الضغط والسحب عبر أنابيب تؤدي إلى مبين سرعة الرياح.

## معرض صور

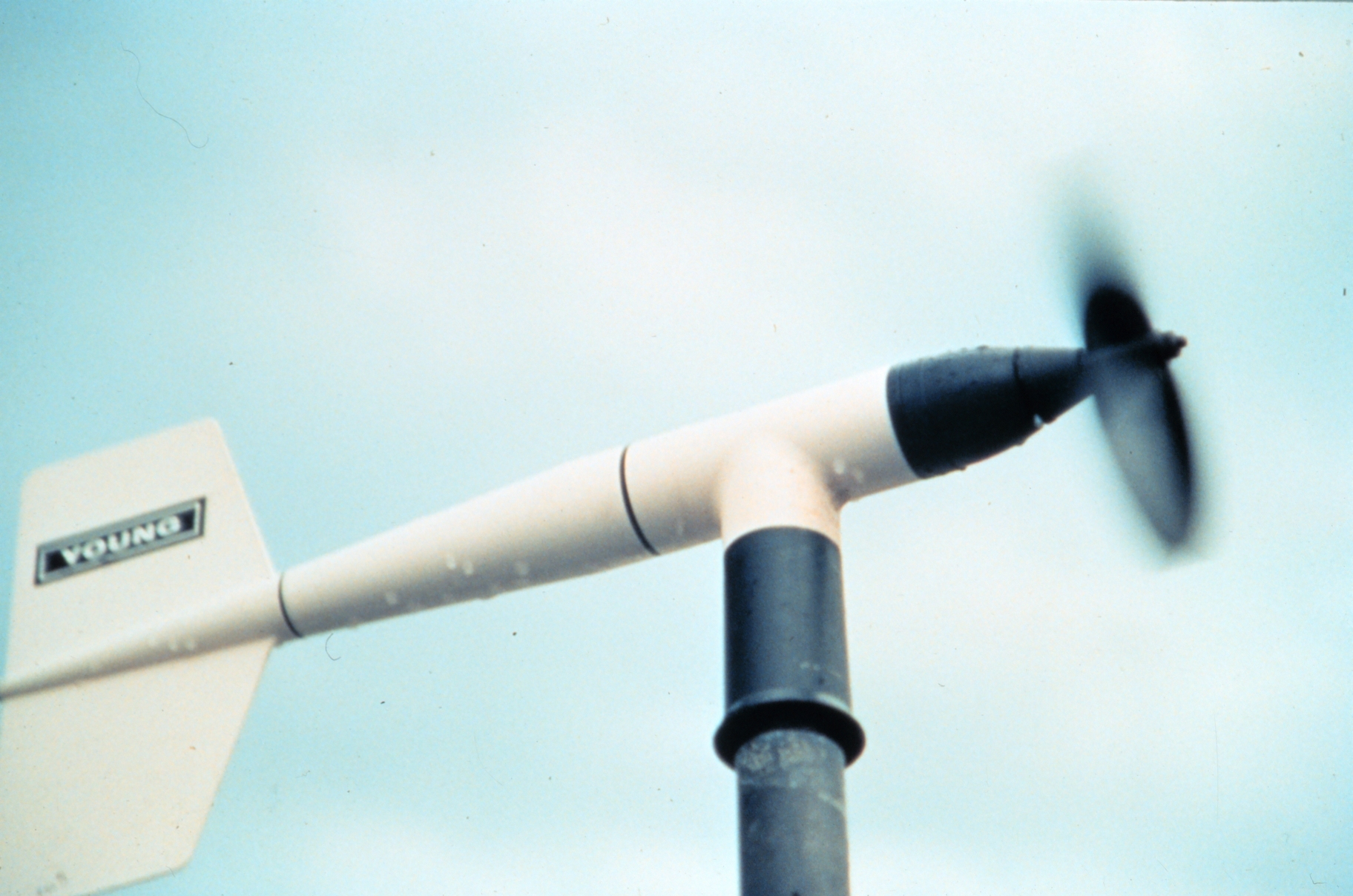
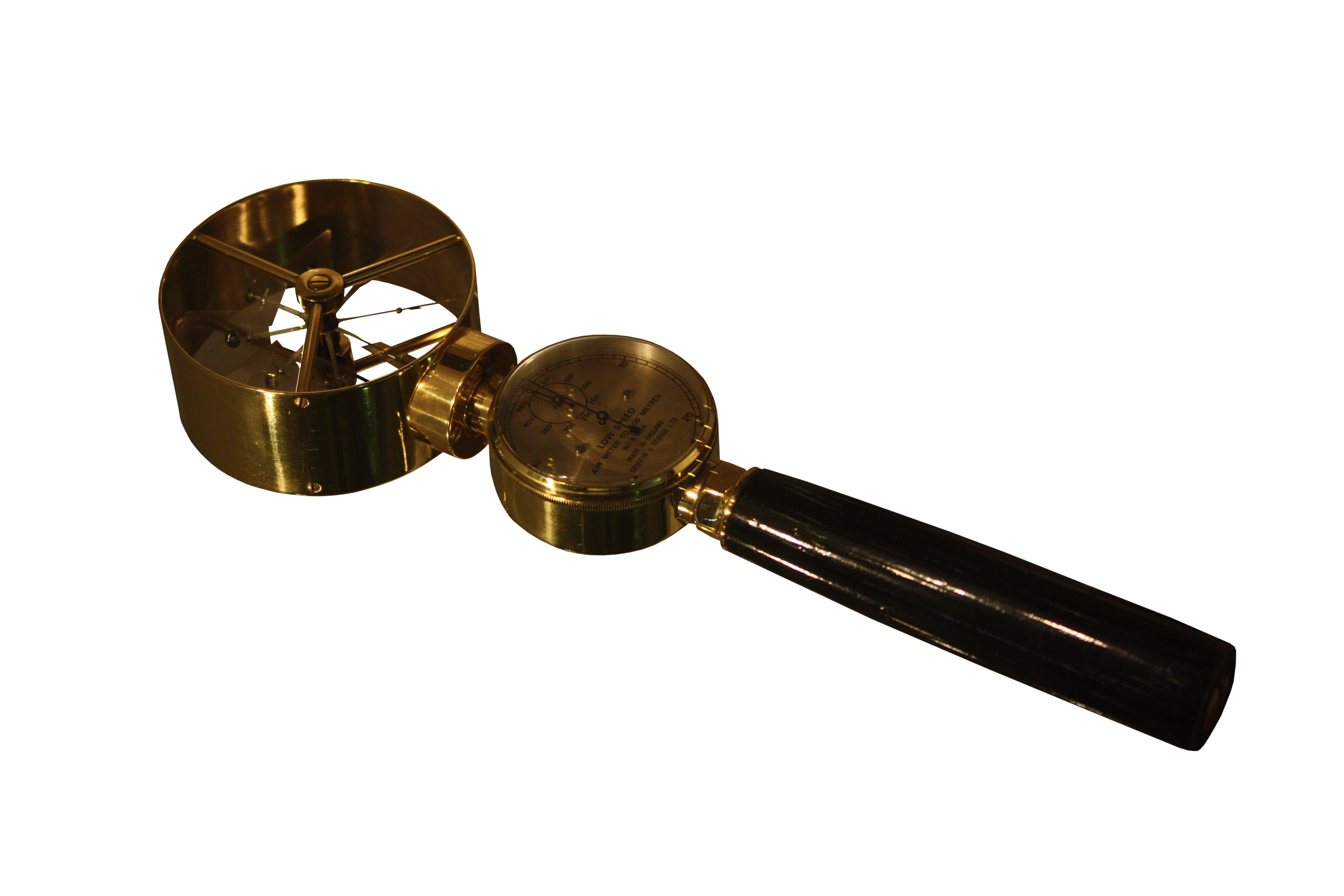
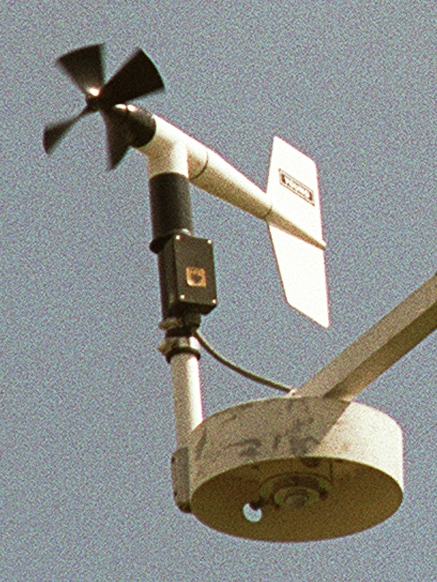